# Starting Again
「Starting Again」（スターティング・アゲイン）は、佐咲紗花の5枚目のシングル。2011年10月26日にLantisから発売された。

## 概要
前作「Zzz」から約5ヶ月ぶりのリリースであり、2011年3作目のシングル。表題曲「Starting Again」は、テレビアニメ『カードファイト!! ヴァンガード』のエンディングテーマ (第39 - 52話) として使用された。
CDジャケットには、『カードファイト!! ヴァンガード』の登場人物である戸倉ミサキと先導エミと店長代理が描かれている。

## 収録曲
（全作詞：佐咲紗花）
1. Starting Again [4:24]
作曲・編曲：山元祐介
  - テレビアニメ『カードファイト!! ヴァンガード』 第39-52話エンディングテーマ
2. 流星ボイス [4:45]
作曲・編曲：野井洋児
3. Starting Again（Instrumental）
4. 流星ボイス（Instrumental）

| テレビアニメ『カードファイト!! ヴァンガード』エンディングテーマ 2011年10月8日 - 12月31日 |                             |                                            |
| 前作: Sea☆A 『DREAM SHOOTER』                                                            | 佐咲紗花 『Starting Again』 | 次作: ミルキィホームズ 『泣き虫TREASURES』 |